# Valero Rivera Folch
Valero Rivera Folch (født 22. februar 1985 i Barcelona) er en spansk håndboldspiller, der til dagligt spiller for den europæiske storklub FC Barcelona Handbol og for Spaniens håndboldlandshold. Hans far er Valero Rivera López, som er træner for Qatars håndboldlandshold.